# Cautires dubatolovi
Cautires dubatolovi là một loài bọ cánh cứng trong họ Lycidae. Loài này được Kazantsev miêu tả khoa học năm 1995.